# Chapuisia flavicornis
Chapuisia flavicornis es un insecto coleóptero de la familia Chrysomelidae. Fue descrita científicamente en 1903 por Jacoby.